# Partie polityczne Ukrainy
Partie polityczne Ukrainy – na Ukrainie istnieje system wielopartyjny. Partie konkurują o miejsca w jednoizbowym parlamencie, 450-osobowej Radzie Najwyższej.
W wyniku wyborów z 2007 w parlamencie znalazło się 5 ugrupowań, natomiast w wyniku ostatnich wyborów z 2019 roku partią rządzącą została Sługa Ludu. Od wyborów z 2006 obowiązuje ordynacja, wedle której wszystkie mandaty dzieli się proporcjonalnie pomiędzy listy wyborcze, które przekroczą próg 3% w skali kraju. Cała Ukraina jest jednym okręgiem wyborczym, mandaty w parlamencie obsadzane są przez kolejnych kandydatów z listy.

## Główne partie i koalicje ukraińskiej sceny politycznej (po wyborach w 2019 roku)
| Nazwa polska                                   | Nazwa                                       | Lider                         | Ideologia polityczna                                         | Uwagi                                                                                    |
| Lewica                                         | Lewica                                      | Lewica                        | Lewica                                                       | Lewica                                                                                   |
| ---------------------------------------------- | ------------------------------------------- | ----------------------------- | ------------------------------------------------------------ | ---------------------------------------------------------------------------------------- |
| Socjalistyczna Partia Ukrainy                  | Соціалістична партія України                | Serhij Czeredniczenko         | socjalizm, socjaldemokracja                                  | partia socjalistyczna                                                                    |
| Centrum                                        |                                             |                               |                                                              |                                                                                          |
| Sługa Ludu                                     | Слуга народу                                | Ołena Szulak                  | centryzm, demokracja bezpośrednia, proeuropeizm              | partia obecnego prezydenta Ukrainy - Wołodymyra Zełenskiego                              |
| Opozycyjna Platforma - Za Życie                | Опозицiйна платформа — За життя             | Jurij Bojko, Wadym Rabinowicz | centryzm, socjalliberalizm, socjaldemokracja, eurosceptycyzm | partia prorosyjska                                                                       |
| Głos                                           | Голос                                       | Kira Rudyk                    | liberalizm, proeuropeizm, demokracja elektroniczna           | partia proeuropejska                                                                     |
| Partia Odrodzenia                              | Партія «Відродження»                        | Witalij Chomutynnik           | partia prorosyjska                                           | partia prorosyjska                                                                       |
| Centroprawica                                  |                                             |                               |                                                              |                                                                                          |
| Batkiwszczyna                                  | Батьківщина                                 | Julia Tymoszenko              | konserwatywny liberalizm, patriotyzm                         | partia byłej premier Ukrainy - Julii Tymoszenko                                          |
| Ludowy Związek „Nasza Ukraina”                 | Наша Україна                                | dawniej Wiktor Juszczenko     | konserwatyzm                                                 | partia proeuropejska                                                                     |
| Ukraiński Demokratyczny Alians na rzecz Reform | Український демократичний альянс за реформи | Witalij Kłyczko               | liberalizm, proeuropeizm                                     | partia mera Kijowa - Witalija Kłyczki                                                    |
| Prawica                                        |                                             |                               |                                                              |                                                                                          |
| Europejska Solidarność                         | Європейська солідарність                    | Petro Poroszenko              | konserwatywny liberalizm                                     | partia byłego prezydenta Ukrainy - Petra Poroszenki                                      |
| Front Ludowy                                   | Народний фронт                              | Arsenij Jaceniuk              | nacjonalizm, liberalizm                                      | partia byłego premiera Ukrainy - Arsenija Jaceniuka                                      |
| Samopomoc                                      | Самопоміч                                   | Oksana Syrijid                | konserwatyzm, chrześcijańska demokracja                      | partia proeuropejska, partia mera Lwowa - Andrija Sadowego                               |
| Ukraińskie Zjednoczenie Patriotów              | Українське об'єднання патріотів             | Ołeksandr Szewczenko          | partia proeuropejska                                         | partia proeuropejska                                                                     |
| Partie Nacjonalistyczne                        |                                             |                               |                                                              |                                                                                          |
| Radykalna Partia Ołeha Laszki                  | Радикальна партія Олега Ляшка               | Ołeh Laszko                   | nacjonalizm ukraiński                                        | partia nacjonalistyczna                                                                  |
| Ogólnoukraińskie Zjednoczenie "Swoboda"        | Всеукраїнське об'єднання «Свобода»          | Ołeh Tiahnybok                | nacjonalizm ukraiński                                        | partia nacjonalistyczna                                                                  |
| Ludowy Ruch Ukrainy                            | Народний Рух України                        | Wiktor Krywenko               | nacjonalizm ukraiński                                        | partia umiarkowanie nacjonalistyczna                                                     |
| Partie Rozwiązane/Nieaktywne                   |                                             |                               |                                                              |                                                                                          |
| Blok Opozycyjny                                | Опозиційний Блок                            | Borys Kołesnikow              | socjalliberalizm                                             | dawna partia prorosyjska, rozwiązana w marcu 2022 roku, ze względu na powiązania z Rosją |
| Partia Regionów                                | Партія регіонів                             | Wiktor Janukowycz             | regionalizm, panslawizm                                      | dawna partia prorosyjska, jej działalność zanikła po Euromajdanie                        |
| Reformy i Porządek                             | Реформи і порядок                           | Serhij Sobolew                | liberalizm                                                   | partia przyłączyła się do Batkwiszczyny w 2013 roku                                      |
| Komunistyczna Partia Ukrainy                   | Комуністи́чна па́ртія Украї́ни                 | Petro Symonenko               | marksizm-leninizm, neokomunizm, eurosceptycyzm               | dawna partia komunistyczna, prorosyjska                                                  |

## Informacje z 2007 roku
- Partia Regionów (Партія регіонів) – powstała w 1997 jako Partia Regionalnego Odrodzenia Ukrainy, pod obecną nazwą od 2001. Zrzesza zwolenników szerokiego programu socjalnego oraz decentralizacji Ukrainy. Największym poparciem cieszy się na wschodzie kraju.
- Blok Julii Tymoszenko (Блок Юлії Тимошенко, BYuT):
  - Wszechukraińska Koalicja „Ojczyzna” (Всеукраїнське об'єднання „Батьківщина”) – założona w 1999 przez Julię Tymoszenko.
  - Reformy i Porządek (Реформи і порядок, PRP) – założona w 1997 przez Wiktora Pynzenyka, byłego wicepremiera i ministra finansów.
  - Ukraińska Partia Socjaldemokratyczna (Українська Соціал-Демократична Партія, USDP) – powstała w 1999, przewodniczy jej Jewhen Kornijczuk.
- Nasza Ukraina – Ludowa Samoobrona (Наша Україна-Народна Самооборона, NU-NS) – koalicja powołana 5 lipca 2007 na bazie dawnych koalicjantów z Bloku Nasza Ukraina oraz ruchu Ludowa Samoobrona, zwana „Megablokiem”, w składzie:
  - Ludowy Związek „Nasza Ukraina” (Народний Союз „Наша Україна”, NSNU) – powstałe w 2005 centroprawicowe ugrupowanie zrzeszające zwolenników demokratyzacji kraju i zbliżenia z Unią Europejską i NATO; liderem „Naszej Ukrainy” jest prezydent kraju Wiktor Juszczenko, przewodniczącym były wicepremier Wiaczesław Kyryłenko.
  - Ludowy Ruch Ukrainy (Народний Рух України, NRU) – partia powstała 1989 jako Ludowy Ruch Ukrainy na rzecz Przebudowy. Pod obecną nazwą od 1992. Określana jako prawicowa, przewodzi jej Borys Tarasiuk.
  - Związek Chrześcijańsko-Demokratyczny (Християнсько-Демократичний Союз) – ugrupowanie chadeckie z Wołodymyrem Stretowyczem na czele.
  - Ukraińska Platforma „Zjednoczenie” (Українська Республіканська Партія „Собор”, Sobór), kierowana przez Anatolija Matwijenkę, byłego premiera Republiki Autonomicznej Krymu.
  - Ukraińska Partia Ludowa (Українська Народна Партія, UNP) Jurija Kostenki, odłam NRU.
  - Naprzód, Ukraino! (Вперед, Україно!), formalnie przejęta przez Jurija Łucenkę jako partyjna reprezentacja ruchu Ludowa Samoobrona.
  - Partia Obrońców Ojczyzny (Партія захисників Вітчизни), której liderem jest deputowany i jeden z dawnych liderów antykuczmowskiej opozycji Jurij Karmazin.
  - Europejska Partia Ukrainy (Європейська партія України) deputowanego Mykoły Katerynczuka
  - Pora (ПОРА), małe ugrupowanie młodych działaczy Pomarańczowej Rewolucji z posłem Władysławem Kaskiwem na czele.
- Komunistyczna Partia Ukrainy (Комуністична Партія України, KPU) – kierowana przez Petra Symonenkę partia odwołująca się do ideologii komunistycznej. Założona w 1993.
- Ludowy Blok Łytwyna (Народний блок Литвина) – koalicja oligarchów i dawnych agrarystów skupionych wokół Wołodymyra Łytwyna, byłego przewodniczącego Rady Najwyższej. W 2006 obejmowała Partię Ludową (Народна Партія), powstałą z przekształcenia partii agrarnej, a także dwa małe ugrupowania (Partię Wszechukraińskiego Porozumienia Lewicy „Sprawiedliwość”, Партія Всеукраїнського Об'єднання Лівих „Справедливість”, Ukraińską Partię Chłopsko-Demokratyczną, Українська Селянська Демократична Партія). W 2007 odnowiony blok powołały Partia Ludowa i Partia Pracy Ukrainy (Трудова партія України), kierowana przez twórcę ukraińskiej konstytucji Mychajło Syrotę.

## Pozostałe ugrupowania (2007 rok)
- Socjalistyczna Partia Ukrainy (Соціалістична Партія України, SPU) – określana jako lewicowa. Od 2004 do 2006 pozostawała w ścisłym porozumieniu z ugrupowaniami Julii Tymoszenko i Wiktora Juszczenko, tworząc tzw. „pomarańczową koalicję”. Sojusz rozpadł się z chwilą wyboru przewodniczącego socjalistów, Ołeksandra Moroza na przewodniczącego Rady Najwyższej Ukrainy przy poparciu Partii Regionów. Od 2007 poza parlamentem.
- Postępowa Partia Socjalistyczna Ukrainy (Прогресивна соціалістична партія України, PSPU) – lewicowe i populistyczne stronnictwo Nataliji Witrenko. W 2006 tworzyła „Blok Natalii Witrenko – Ludowa Opozycja” (razem ze Związkiem Rosyjsko-Ukraińskim „Ruś” (Партія „Русько-Український Союз (Русь)”)), który zdobył prawie 3% głosów. Od 2002 poza parlamentem.
- Partia Wicze (Віче) – w 2007 przyłączyła się do Partii Regionów.
- Zjednoczona Socjaldemokratyczna Partia Ukrainy (Соціал-демократична партія України (об'єднана), SDPU(O)) – oligarchiczne ugrupowanie Wiktora Medwedczuka i Leonida Krawczuka. W 2006 tworzyła koalicję „Opozycyjny Blok – Nie Tak!”, obejmujący także Republikańską Partię Ukrainy (Республіканська Партія України), ruch Kobiety dla Przyszłości (Жінки за Майбутнє), Wszechukraińskie Centrum Związkowe (Всеукраїнський Союзний Центр).
- Partia Zielonych Ukrainy (Партія Зелених України, PZU) – reprezentowana w Radzie Najwyższej III kadencji.
- Partia Przemysłowców i Przedsiębiorców Ukrainy (Партія промисловців і підприємців України, PPPU) – byłego premiera Anatolija Kinacha.
- UNA-UNSO (Українська Національна Асамблея – Українська Національна Самооборона)
- Kongres Ukraińskich Nacjonalistów (Конгрес Українських Націоналістів, KUN) – zarejestrowany w 1993, skupia polityków orientacji nacjonalistycznej. Odwołuje się do tradycji OUN. Przewodniczącym partii jest Ołeksij Iwczenko.
- Partia Ludowo-Demokratyczna (Народно-демократична партія, NDP) – pierwsza odgórnie tworzona w latach 90. partia władzy celem wsparcia premiera Walerija Pustowojtenko. Zmarginalizowana po 2004.
- Ogólnoukraińskie Zjednoczenie „Swoboda” – nacjonalistyczna
- Internetowa Partia Ukrainy – zwolennicy e-administracji